# Hans Peter Feddersen
Hans Peter Feddersen (29. mai 1848 i Vester Snattebøl - 13. december 1941 i Klægsøkog/Galmesbøl) var en dansk-tysk landskabsmaler med frisiske rødder.
Pedersen blev født i Vester Snattebøl i Nordfrisland. Allerede hans far Hans Peter Feddersen den ældre var kunstmaler. Han læste på kunstakademierne i Düsseldorf hos Oswald Achenbach i årene 1866-1870 ig 1871 i Weimar hos Theodor Hagen. Han rejste senere til bl.a. Sild, Masurien, Rygen og Italien. Han bosatte sig i Bad Kreuznach og Düsseldorf og senere i Klægsøkog, hvor han boede indtil sin død i 1941. I 1910 blev han udnævnt til professor og i 1926 blev han medlem af det preussiske kunstakademi. Hans værker er kendetegnet ved naturalistiske tilgang til naturen. Efterhånden udviklede han en karakteristisk ekspressionistisk tone. Hans værker kan ses i en permanent udstilling på museerne i Husum, Flensborg og Kiel.

## Billeder
- Friesisches Bauernhaus
- Schulsteig bei Maasbüll (Skolestien ved Masbøl)
- Polnisches Dorf
- Die alte Sösk am Herd, fra Klokris